# Johannes Hermanus Barend Koekkoek
Johannes Hermanus Barend Koekkoek, meestal signerend als Jan H.B. Koekkoek (Amsterdam, 6 juli 1840 - Hilversum 24 januari 1912) was een Nederlands kunstschilder, behorende tot de Koekkoek-dynastie.

## Leven en werk
Jan H.B. Koekkoek was de derde zoon van marineschilder Hermanus Koekkoek (1815-1882) en werd evenals zijn broers door zijn vader opgeleid. De invloed van zijn vader is zichtbaar in de zorgvuldige romantische schilderstijl en de fijne detaillering van zijn vroege zee- en riviergezichten. Later, na zijn verhuizing in 1864 naar Hilversum in Het Gooi, de bakermat van de Larense School, schakelde hij over op een lossere toets. In een door de Haagse School beïnvloedde stijl schilderde hij vanaf die tijd vooral strand- en zeegezichten en scènes uit het vissersleven. 
Jan H.B. Koekkoek was op zijn beurt weer leermeester van zijn zoon Gerardus Johannes Koekkoek (1871-1956). Hij was lid van Arti et Amicitiae te Amsterdam. Zijn werk is te vinden in diverse musea, waaronder het Museum Jan Cunen te Oss en het Rijksprentenkabinet te Amsterdam.
In Hilversum is er een straat vernoemd naar Jan H.B. Koekkoek. In deze straat woonde hij met zijn tweede echtgenote, Johanna D. Ham en zijn 2 kinderen uit zijn eerste huwelijk en een zoon uit zijn tweede huwelijk. De straat had toen nog de naam Asterstraat. Later is de naam van de straat veranderd in J.H.B. Koekkoekstraat. Zijn voormalige woonhuis is tegenwoordig een Gemeentelijk Monument.

## Galerij

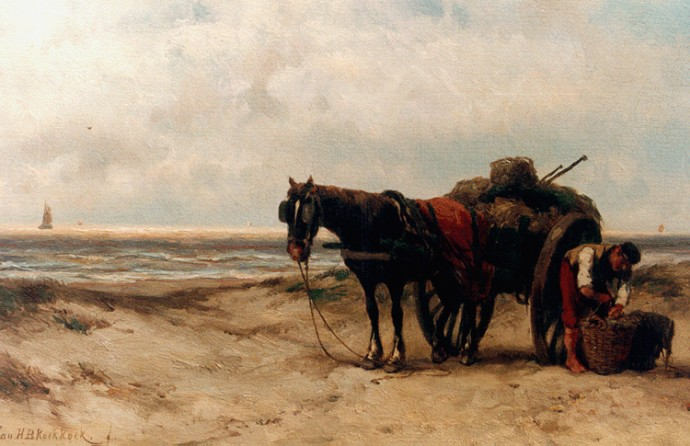
Schelpenvisser (ca. 1875)
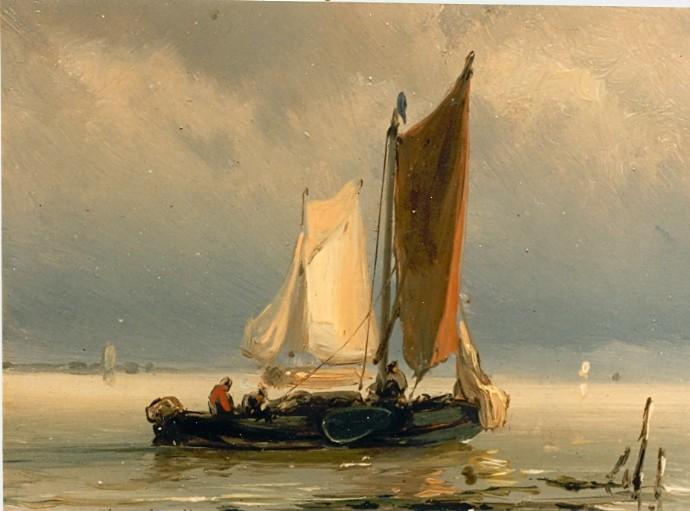
Zeilschip op kalme zee (ca. 1880)
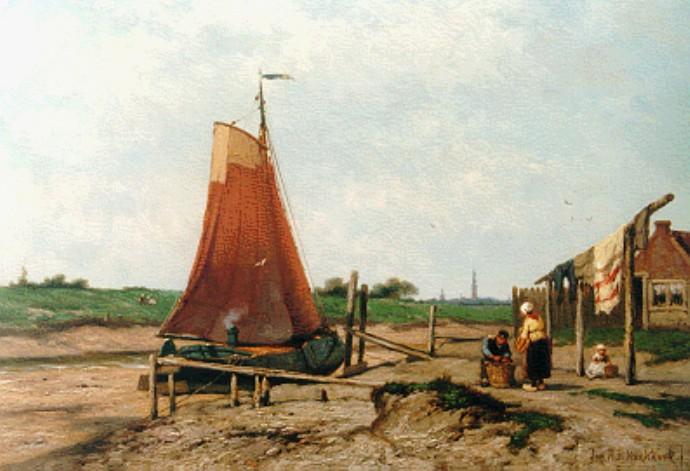
Platbodem op drooggevallen water bij Veere (ca. 1880)
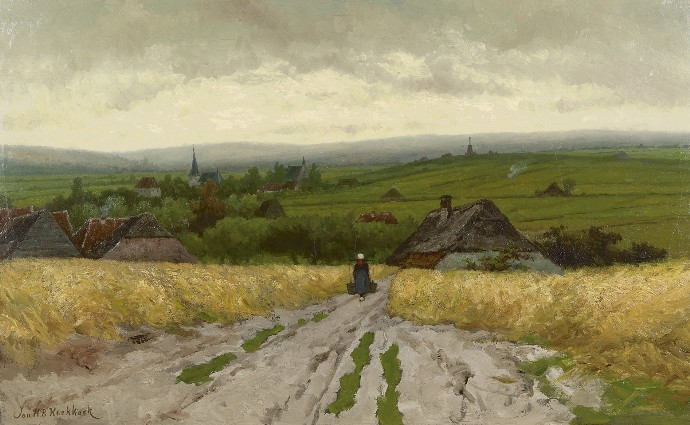
Landschap (ca. 1890)